# بسكويت أفغاني
البسكويت الأفغاني هو بسكويت نيوزيلندي وأسترالي تقليدي يتم صنعه من مسحوق الكاكاو والزبدة والطحين ورقائق الذرة.
إنّ أصل الوصفة واشتقاق الاسم مجهولين لكن الوصفة ظهرت في العديد من طبعات كتاب فن طبخ إدموندز.

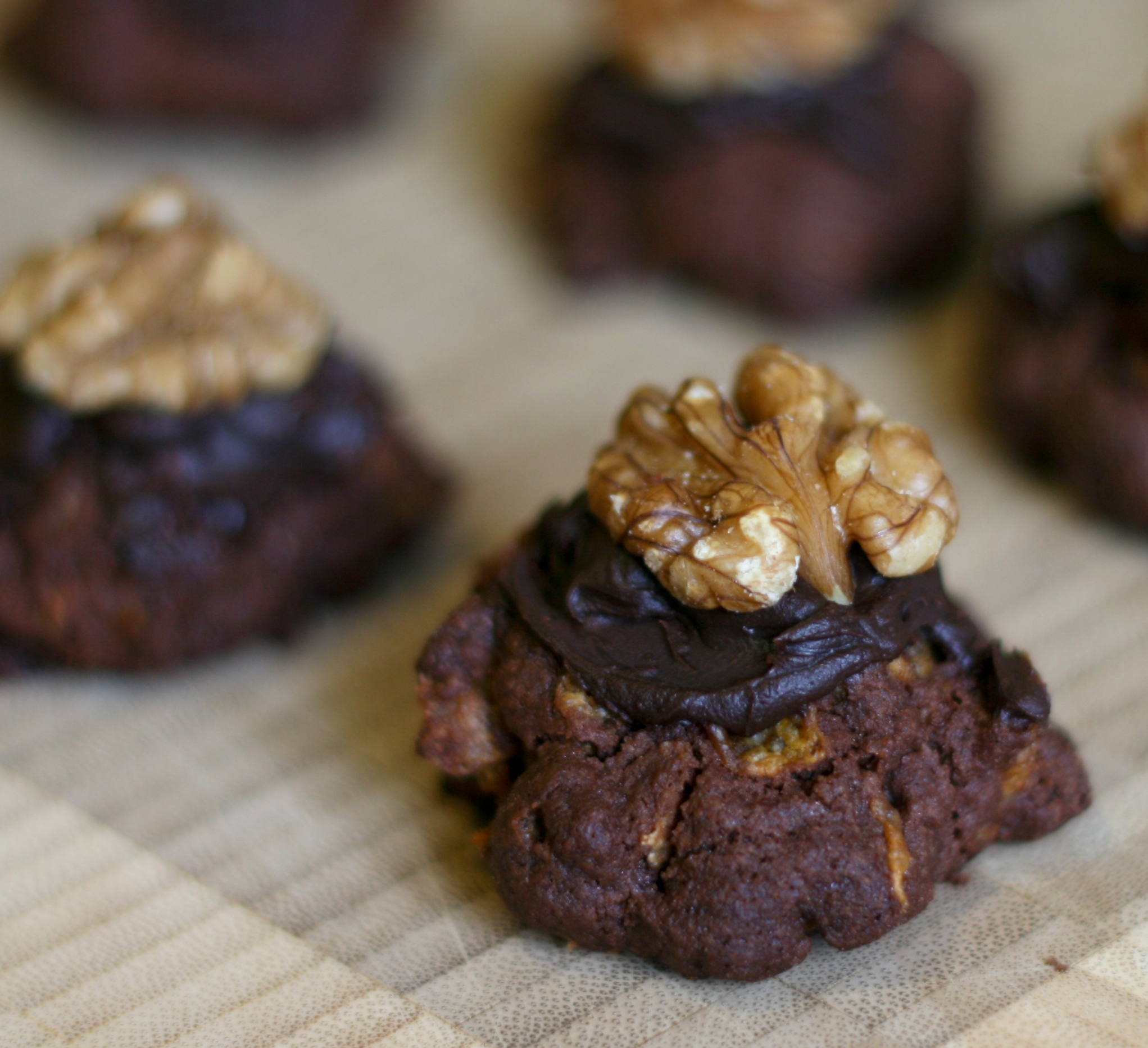
البسكويت الأفغاني

## وصلات خارجية
- وصفة تحضير البسكويت الأفغاني